# Szarża na baterie rosyjskie pod Stoczkiem (obraz Wojciecha Kossaka)
Szarża na baterie rosyjskie pod Stoczkiem – obraz olejny namalowany przez polskiego malarza Wojciecha Kossaka w 1907 roku.
Obraz przedstawia szarżę polskich ułanów na rosyjską baterię w trakcie bitwy pod Stoczkiem 14 lutego 1831 roku.
Obraz znajduje się w zbiorach Muzeum Narodowego w Warszawie.